# Amtsgericht Laufen
Das Amtsgericht Laufen ist ein Gericht der ordentlichen Gerichtsbarkeit und eines von 73 Amtsgerichten in Bayern. Es hat den Landkreis Berchtesgadener Land als Gerichtssprengel und den Sitz in Laufen.

## Geschichte
Schon seit dem frühen Mittelalter gab es in Laufen eine Gerichtsbarkeit, das Landgericht Laufen. Von 1234 an waren die Stadtrichter zugleich Landrichter des salzburgischen Landgerichts. Mit der Zugehörigkeit zum Königreich Bayern 1810 erhielt Laufen ein bayerisches Landgericht älterer Ordnung, wie sie im übrigen Bayern bereits 1802 geschaffen wurden. Die Trennung von Justiz und Verwaltung erfolgte erst 1862. Ab 1862 wurde das alte Amtsgerichtsgebäude in der Rottmayrstraße errichtet.
Mit der Einführung des Gerichtsverfassungsgesetzes wurde, wie in ganz Bayern, das bisherige Landgericht zum 1. Oktober 1879 in Amtsgericht umbenannt. Der Zuständigkeitsbereich erstreckte sich über das damalige Bezirksamt Laufen, das 1938, wie im ganzen Reich, die Bezeichnung Landkreis erhielt. Im Zuge des Neuzuschnitts der Landkreise 1972 als Teil der Gebietsreform in Bayern wurden die Amtsgerichte Berchtesgaden und Bad Reichenhall aufgelöst und im Dezember 1975 der Amtsgerichtsbezirk Laufen in den Grenzen des nunmehrigen Landkreises Berchtesgadener Land neu gebildet. 1980 erfolgte der Umzug in das heutige Hauptgebäude, das ehemalige Landratsamt des Landkreises Laufen.

## Zuständigkeitsbereich
Der Zuständigkeitsbereich des Amtsgerichts Laufen erstreckt sich auf den gesamten Landkreis Berchtesgadener Land. Verhandelt werden Zivil-, Familien- und Strafsachen. 
Folgende Verfahren und Aufgaben werden vom Amtsgericht Traunstein bearbeitet:
- Handelsregister
- Vereinsregister
- Insolvenzverfahren
- Zwangsversteigerung

## Mitarbeiter
Aktuell sind 77 Mitarbeiter am Amtsgericht beschäftigt. Darunter sind 10 Richter, 13 Rechtspfleger, 18 Beamte des mittleren Justizdienstes, 13  Justizarbeitnehmerinnen, 7 Justizwachtmeister, 1 Hausmeister und 9 Anwärter/-innen (Stand: 06/2019).
Des Weiteren sind sechs Gerichtsvollzieher für das Amtsgericht tätig.

## Übergeordnete Gerichte
Dem Amtsgericht Laufen sind das Landgericht Traunstein und das Oberlandesgericht München übergeordnet.